# Röthensteiner See
Der Röthensteiner See ist ein See in den Bayerischen Voralpen. Er liegt südwestlich unterhalb des Plankensteins auf dem Gemeindegebiet von Rottach-Egern. Ebenfalls nordöstlich des Sees liegt der Röthenstein. Südöstlich befindet sich der Risserkogel. Zugänglich ist der See am einfachsten von der nördlich gelegenen Röthensteinalm.
Der Röthensteiner See hat weder Zu- noch Abfluss. Der Wasserstand fällt jahreszeitbedingt stark ab. Bei Niedrigwasser teilt eine Landbrücke den See in Hälften.